# Ducado de Madrid

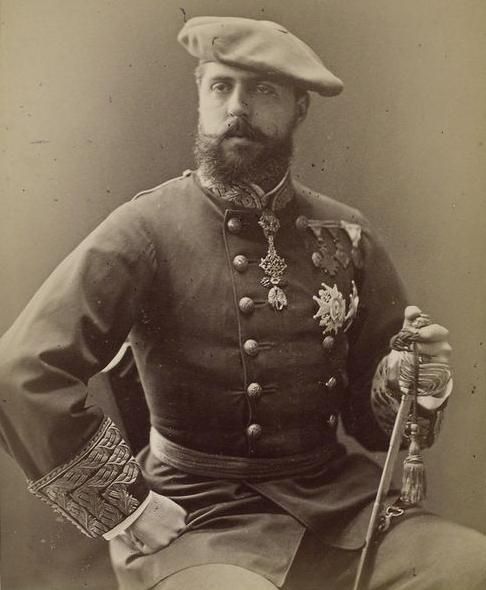
Carlos María de Borbón, pretendiente carlista al Trono de España como Carlos VII.

El ducado de Madrid es el título de incógnito (y de señalamiento) que adoptó Carlos María de Borbón como pretendiente carlista al Trono de España. El título, de forma reivindicativa, hacía referencia a la capital de España.
En el contexto de una serie de medidas destinadas a relanzar el movimiento carlista, Carlos María de Borbón convocó a sus partidarios a una reunión que debía celebrarse en Londres el 20 de julio de 1868. Entre las cuestiones que tenían previsto tratar se encontraba la elección del título que asumiría el pretendiente una vez que su padre renunciara definitivamente a sus derechos al Trono (hecho que ocurriría el 3 de octubre del mismo año). Hasta entonces Carlos María había estado usando el título de conde de la Alcarria. Aunque en un principio se pensó en el título de «conde de Madrid», se entendió que esto podía ser visto como una simple imitación de la forma de actuar del entonces pretendiente orleanista a la Corona francesa, quien había adoptado el título de «conde de París». Por ello se decidió cambiar el condado por un ducado, quedando Carlos María de Borbón como «duque de Madrid».
En 1926 con motivo de un viaje a Madrid de la segunda esposa de Carlos María de Borbón, Berta de Rohan, el periódico monárquico alfonsino ABC se refirió a ella como «duquesa de Madrid»
El título también sería usado por el hijo de Carlos María, Jaime de Borbón y Borbón-Parma (pretendiente carlista como Jaime III) y, años después de la muerte de Jaime, sería nuevamente utilizado. Javier de Borbón-Parma (pretendiente carlista como Javier I) lo usaría desde el 4 de noviembre de 1963 hasta el 8 de febrero de 1964, fecha en la que anunció que pasaría a ser utilizado por su hijo Carlos Hugo de Borbón-Parma con motivo del enlace matrimonial entre este e Irene de los Países Bajos. El 28 de septiembre de 2003 Carlos Hugo (ya como pretendiente Carlos Hugo I) anunciaría en un acto carlista celebrado en Arbonne (Francia) que a partir de entonces el título de «duque de Madrid» sería usado por su primogénito Carlos Javier.